# RKSV Volendam in het seizoen 1967/68
Het seizoen 1967/1968 was het 13e jaar in het bestaan van de Volendamse betaaldvoetbalclub RKSV Volendam. De club kwam uit in de Nederlandse Eredivisie en eindigde daarin op de 12e plaats. Tevens deed de club mee aan het toernooi om de KNVB Beker, hierin werd in de tweede ronde verloren van Sparta (0–2).

## Wedstrijdstatistieken

### Eredivisie
|       | ADO   | Ajax  | DOS   | DWS   | Feijenoord | Fortuna '54 | Go Ahead | GVAV  | MVV   | NAC   | N.E.C. | PSV   | Sittardia | Sparta | Telstar | FC Twente '65 | Xerxes/DHC '66 |
| ----- | ----- | ----- | ----- | ----- | ---------- | ----------- | -------- | ----- | ----- | ----- | ------ | ----- | --------- | ------ | ------- | ------------- | -------------- |
| Thuis | 0 – 0 | 1 – 4 | 1 – 0 | 1 – 1 | 1 – 1      | 1 – 1       | 1 – 0    | 0 – 0 | 4 – 1 | 2 – 1 | 0 – 0  | 2 – 0 | 1 – 0     | 2 – 3  | 0 – 2   | 1 – 1         | 4 – 1          |
| Uit   | 2 – 0 | 7 – 1 | 2 – 1 | 3 – 3 | 4 – 1      | 5 – 0       | 3 – 1    | 3 – 0 | 0 – 0 | 0 – 2 | 2 – 2  | 1 – 1 | 2 – 1     | 1 – 1  | 2 – 1   | 2 – 1         | 1 – 1          |

### KNVB Beker
| Groepsfase                                           | DWS                                       | 2 – 1 (1 – 1) | Volendam       |
| 25 februari 1968 Plaats: Amsterdam Olympisch Stadion | Piet van den Berg 38' Pim Waaijenberg 72' |               | 19' Jan Mühren |
| Groepsfase                                           | Volendam                                  | 4 – 0 (1 – 0) | ZFC            |
| 10 maart 1968 Plaats: Volendam Julianaweg            | Johan Pelk 17', 65' (pen.), 78' Jaap Tol  |               |                |
| Groepsfase                                           | Volendam                                  | 1 – 0 (0 – 0) | AZ '67         |
| 24 maart 1968 Plaats: Volendam Julianastraat         | Johan Pelk                                |               |                |
| 2e ronde                                             | Sparta                                    | 2 – 0 (1 – 0) | Volendam       |
| 28 april 1968 Plaats: Rotterdam Het Kasteel          | Ole Madsen 13' Henk Bosveld 69' (pen.)    |               |                |

## Statistieken Volendam 1967/1968

### Eindstand Volendam in de Nederlandse Eredivisie 1967 / 1968
| Stand | Gespeeld | Gewonnen | Gelijk | Verloren | Punten | Doelpunten voor | Doelpunten tegen |
| ----- | -------- | -------- | ------ | -------- | ------ | --------------- | ---------------- |
| 12e   | 34       | 8        | 13     | 13       | 29     | 39              | 56               |

### Topscorers
| #                 | Naam          | Goal |
| ----------------- | ------------- | ---- |
| 1.                | Dick Sier     | 10   |
| 2.                | Wim Kras      | 7    |
| 2.                | Gerrie Mühren | 7    |
| 4.                | Johan Pelk    | 4    |
| 5.                | Jaap Tol      | 3    |
| 6.                | Jan Bond      | 2    |
| 6.                | Jack Hoogland | 2    |
| 8.                | Hein Jonk     | 1    |
| 8.                | Klaas Plat    | 1    |
| 8.                | Gerrie Vlak   | 1    |
| Onbekend doelpunt |               |      |
| –                 | Onbekend      | 1    |
| Totaal            | Totaal        | 39   |

| #      | Naam       | Goal |
| ------ | ---------- | ---- |
| 1.     | Johan Pelk | 4    |
| 2.     | Jan Mühren | 1    |
| 2.     | Jaap Tol   | 1    |
| Totaal | Totaal     | 6    |